# Менткув
Менткув (пол. Mętków) — село в Польщі, у гміні Бабиці Хшановського повіту Малопольського воєводства.
Населення — 1458 осіб (2011).
У 1975-1998 роках село належало до Катовицького воєводства.

## Демографія
Демографічна структура станом на 31 березня 2011 року:
|          | Загалом | Допрацездатний вік | Працездатний вік | Постпрацездатний вік |
| -------- | ------- | ------------------ | ---------------- | -------------------- |
| Чоловіки | 741     | 152                | 498              | 91                   |
| Жінки    | 717     | 126                | 431              | 160                  |
| Разом    | 1458    | 278                | 929              | 251                  |